# 種熟脱
種熟脱（しゅじゅくだつ）は、三益（さんやく）ともいい、仏が衆生の心田（しんでん）に成仏の種を蒔いてから解脱するまでの順序を3つに分類した天台宗の教義である。天台教学ではこの観点から法華経を分科分類する。日蓮もこの説を引き継いだ。
- 種 - 下種益のこと。成仏得道の種を衆生の心田に蒔いて下すこと。最初に仏法と結縁させること。
- 熟 - 調熟益・成熟益のこと。蒔かれた種を熟し調えること。種々の手段を講じて修行の功があらわれてくること。
- 脱 - 解脱益のこと。熟した仏の種から茎が伸び成熟して開花するように、修行を完全にして円満なる証果を得て成仏すること。

法華経の化城喩品に説く三千塵点劫という過去世における大通智勝仏がその第16番目の王子であった釈迦へ下種したことを最初とする。それが次第に調熟されて釈迦が菩薩として修行し、そして解脱して釈迦如来となったとする。
智顗は『法華玄義』1上で、すなわち三種の教相（法華経にある3つの特徴的な教説）を立てる中の2つ目に三千塵点劫にわたる「化道始終不始終相」を述べて、また『法華文句』1上で、過去現在未来の三世にわたる三益の中から特選して、久遠下種・中間熟・近世脱（今日脱とも）、中間下種・他経熟・法華脱、今世下種・次世熟・未来得脱を説いた。
日蓮はこの天台教学を継承しつつ、常不軽菩薩品の所説を考慮し、末法こそ下種の時と定め、仏の種がない末世の凡夫衆生には、折伏により下種して未来に得脱の縁を結ばせることが肝要であるとした。